# 赵德光 (1962年)
赵德光（1962年5月—），男，彝族，云南石林人，中华人民共和国政治人物，中央民族大学博士。

## 生平
1987年，毕业于云南师范大学中文系汉语言文学专业。历任路南民族中学教师、副校长，后升任路南县教育局局长。2003年10月，担任中共石林县委书记、县长。2006年2月，改任中共呈贡县委书记。2009年12月，升任昆明市副市长。2015年10月，担任中共保山市委副书记、政法委书记，兼统战部部长、市委党校校长、市社会主义学校校长。2015年12月，改任中共保山市委副书记、副市长、代市长。2016年2月，担任中共保山市委书记。2021年3月卸任保山市委书记职务，任云南省人民政府参事。
2021年5月9日，在中央第八生态环境保护督察组通报保山市东河污染问题后，云南省纪委省监委通报问责情况，其中对时任保山市委书记赵德光进行批评教育。
2022年9月9日，云南省人民政府辞聘赵德光参事职务，并公布中共云南省纪委、监委对赵德光留党察看二年及撤职的处分决定，处分公告仍称呼其为“同志”。